# Can Tapioles (Solius)
Can Tapioles és una obra de Santa Cristina d'Aro (Baix Empordà) inclosa a l'Inventari del Patrimoni Arquitectònic de Catalunya.

## Descripció
Masia de tipologia clàssica, dividida interiorment en tres crugies, amb planta baixa, pis i golfes. És coberta amb teulada a dues vessants amb el carener perpendicular a la façana principal. Presenta una ordenació simètrica de les obertures, totes elles amb emmarcaments allindats de pedra excepte la portada, d'arc de mig punt adovellat. Els mur són arrebossats però es pot veure el reforç dels angles amb carreus de pedra ben tallats.
Compta amb un cos afegit al cos de llevant.